# Junta de Museos de Cataluña

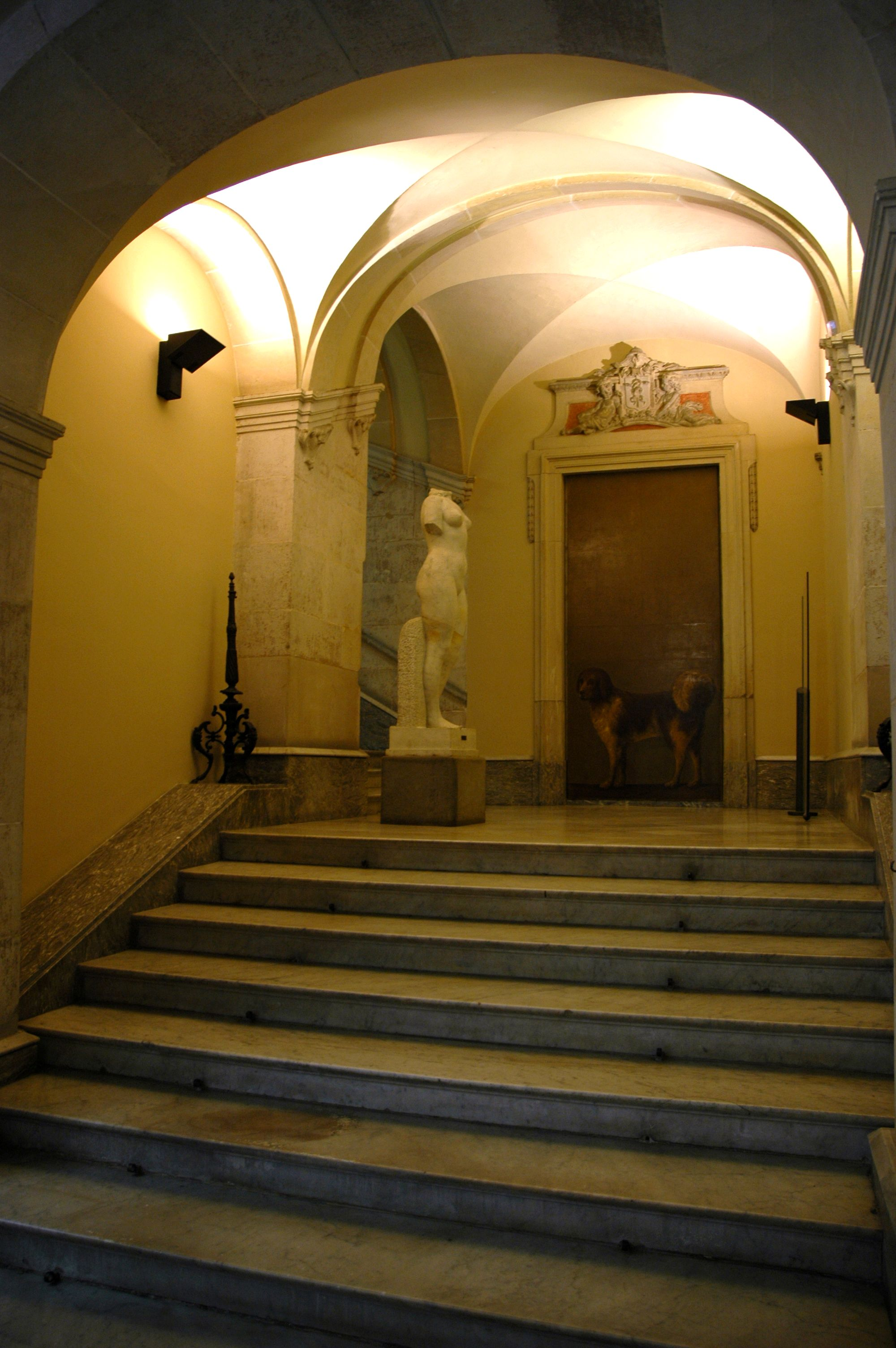
Entrada al Palacio Moja, sede de la Junta de Museos de Cataluña.

La Junta de Museos de Cataluña es un organismo dependiente de la Generalidad de Cataluña, situado en el Palacio Moja, en la Calle Portaferrissa número 1 de Barcelona. Sus funciones principales, según el DOGC número 5146, son entre otras, aprobar las propuestas de nombramiento de los directores y los administradores de los museos nacionales y elevarlas al Gobierno de Cataluña, estudiar las posibles creaciones de nuevos museos nacionales, establecer criterios de coordinación de política museística y fomentar las relaciones entre los museos catalanes y el resto del estado.

## Historia
La primera Junta Municipal de Museos y Bellas Artes fue creada en 1902. En aquella época, su presidente era el alcalde de Barcelona y estaba formada por representantes de la sociedad civil y artística de la ciudad. Unos años más tarde, en 1907 la junta se transformó en Junta de Museos de Barcelona, añadiendo en la organización a la Diputación de Barcelona. Durante los primeros años de gestión, la junta se dedicó principalmente a adquirir material para las diferentes colecciones e inventariar los diferentes fondos de arte.
Durante la etapa de la Mancomunidad y con la ayuda de Joaquim Folch i Torres, la junta se dedicó a ordenar las colecciones y realizar los primeros inventarios y publicaciones. Fue durante esta época cuando se recopilaron los ábsides románicos, dándole a la colección una importancia y un rasgo referencial a nivel europeo.
La Junta perdió temporalmente la libertad de actuación durante la dictadura del general Miguel Primo de Rivera, pero una vez instaurada la Segunda República Española recuperó e incluso incrementó su potencial gestor, creando museos especializados, incrementando las colecciones mediante donaciones y adquisiciones como la colección Plandiura, que generó un debate social sobre la compra de arte por parte del estado.
Al inicio de la guerra civil, la Generalidad decidió extender el ámbito de actuación de la junta creando una Comisaría general de Museos por todo el territorio catalán, con el objetivo de salvaguardar la mayor parte de objetos artísticos. Con algunas de las obras guardadas se realizó una exposición en París (Exposición de Arte Catalán) y el resto se escondieron en territorios neutrales cercanos a la frontera con Francia.
Durante los años de la dictadura, la Junta de Museos, pasó a formar parte del gobierno de Franco y perdió toda su autonomía, aunque los patronatos seguían siendo el Ayuntamiento de Barcelona y la Diputación. Durante esta época las colecciones se agrandaron mediante algunas colecciones y algunos legados. El museo más importante que se inauguró en este periodo fue el Museo Picasso.
Una vez reinstaurada la democracia, en 1981 se realizaron diferentes traspasos de competencias en temas culturales desde el gobierno española al Gobierno de la Generalidad. Fue en 1990 cuando se aprobó la ley de museos, que afectaría al área museística.
En 1993 se aprobó un decreto que transformaba la Junta de Museos de Barcelona en Junta de Museos de Cataluña. Esta nueva junta extendía todas sus competencias oficialmente en 1998, al aprobarse un nuevo decreto.
Durante los últimos años la Junta ha realizado un Plan de Museos y creado diversas propuestas museísticas.

## Junta
- Presidente: José Montilla Aguilera
- Vicepresidentes: Eduard Carbonell i Esteller y Joan Manuel Tresserras i Gaju.
- Vocales: Maria Teresa Ocaña i Gomà, directora del Museo Nacional de Arte de Cataluña, Eusebi Casanelles i Rahola, director del Museo de la Ciencia y de la Técnica de Cataluña, Xavier Llovera i Massana, director del Museo de Arqueología de Cataluña, Juan Luís Amigó i Carbonells y Jacint Codina i Pujols en representación de los municipios, Josep Maria González Labrador y Josep Pont i Sans en representación de las provincias, Àngels Ponsa i Roca y Sergi Penedès i Pastor en representación de las comarcas y Jaume Traserra i Conillera, propuesto por la Conferencia Episcopal Tarraconense.